# Ron Wolf
Ron Wolf (30 dicembre 1938) è un dirigente sportivo statunitense, ex general manager dei Green Bay Packers della National Football League (NFL).
È stato inserito nella Pro Football Hall of Fame nel 2015.

## Carriera
Dopo avere lavorato per gli Oakland Raiders e i Tampa Bay Buccaneers, nel Wolf fu assunto per sostituire il general manager dei Packers Tom Braatz. Tra le sue prime decisioni, vi furono quelle di licenziare l'allenatore Lindy Infante, sostituendolo con l'allora coordinatore offensivo dei San Francisco 49ers Mike Holmgren, e di ottenere in uno scambio il quarterback di riserva degli Atlanta Falcons Brett Favre. Nel 1993, Wolf firmò il free agent più desiderato del mercato, Reggie White, portando alla squadra un leader e una stella di prima grandezza in difesa. Con quella firma, in quello che fu il primo anno in cui la lega adottò il sistema dei free agent, rese anche Green Bay una destinazione più desiderabile per i futuri giocatori liberi da contratti, come i defensive lineman Santana Dotson e Sean Jones. In particolare, l'arrivo di White negò la percezione che Green Bay fosse una città dove i giocatori afroamericani non erano i benvenuti.  Con White e i nuovi arrivi Gilbert Brown, Dotson e Jones, venne a formarsi il cuore della difesa che avrebbe portato la squadra al titolo.
Wolf trasformò i Packers in una stabile candidata al titolo. Dal 1968 al 1991, la squadra aveva avuto solo quattro stagioni con un bilancio positivo di vittorie. Nei suoi nove anni come general manager invece, i Packers ebbero un record di 92-52, con una percentuale di vittorie del 63,9%, seconda in quel periodo solo ai San Francisco 49ers. I Packers vinsero il Super Bowl XXXI contro i New England Patriots, persero il Super Bowl XXXII contro i Denver Broncos, e raggiunsero i playoff per sei volte consecutive. Wolf rinunciò alla sua carica nel febbraio 2001.